# Port de Royan
Le port de Royan est situé dans la partie occidentale de la ville de Royan (sud-ouest du département de la Charente-Maritime, en région Nouvelle-Aquitaine), entre le quartier de Foncillon et la plage de la Grande Conche, tout près du centre-ville. 
Établi dans l'embouchure de la Gironde, à proximité immédiate de l'océan Atlantique et face à Port-Médoc, il se compose d'un port de plaisance de mille anneaux et d'un port de pêche, spécialisé dans les espèces « nobles » (soles, maigres, bars, langoustines, etc.). Ses abords abritent une capitainerie, une criée et une galerie marchande couverte, « Les voûtes du Port », qui se prolonge par les galeries marchandes du « Front de Mer ». 
C'est au port de Royan que se situe l'embarcadère du bac pour la pointe de Grave/Le Verdon-sur-Mer, porte d'entrée de la Gironde.
Le port de Royan se trouve à quatre milles marin de Port-Médoc, cinq milles du port de Meschers, sept milles du port de La Palmyre, 16 milles de Port-Maubert, 28 milles du port de Pauillac, 33 milles du port de Blaye, 50 milles du port de Bordeaux et 58 milles du port d'Arcachon.

## Histoire
Dès le Moyen Âge, Royan est un important port de guerre établi au pied d'un château-fort, puis d'une citadelle. Les seigneurs du lieu y perçoivent la « coutume de Royan » — costuma de Roian, en occitan —, taxe que les navires empruntant l'estuaire de la Gironde se doivent d'acquitter, sous peine de se voir poursuivre par la flottille garde-côte royannaise et de risquer la confiscation du navire en infraction.

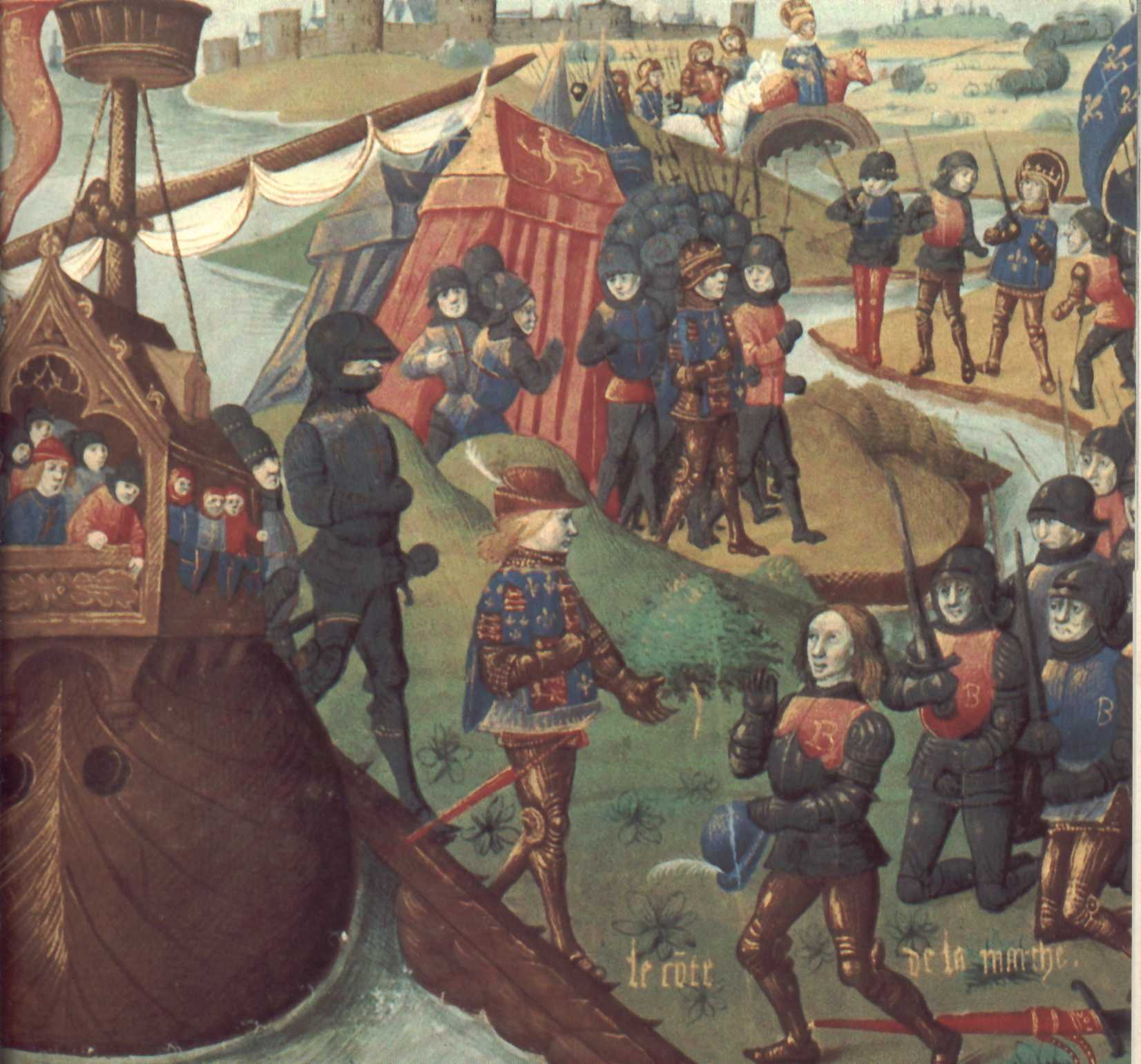
Henri III, roi d'Angleterre et duc d'Aquitaine, débarquant au port de Royan le 20 mai 1242.

Le 20 mai 1242, le roi d'Angleterre et duc d'Aquitaine Henri III y débarque à la tête d'un détachement de sa cavalerie, bien décidé à défendre les intérêts de sa mère Isabelle d'Angoulême et de son époux Hugues de Lusignan contre le roi de France Louis IX. Venant à sa rencontre, elle lui déclare : « Beau fils, vous êtes de bonne nature, vous qui venez secourir votre mère que les fils de Blanche d'Espagne veulent malement défouler et tenir sous leur pied. Mais s'il plaît à Dieu, il n'en ira pas comme ils pensent ». Elle se trompe, et Henri III sera finalement battu sous les murs de Saintes, après avoir été fort bousculé à la bataille de Taillebourg. Le 22 mars 1288, le port de Royan accueille le roi-duc Édouard Ier, venu inspecter les fortifications de la ville. Plus tard, pendant la guerre de Cent Ans, la nef anglaise « Sainte-Marie » avec à son bord le roi de France Jean II, captif depuis la bataille de Poitiers, passe au large du port avant de filer vers l'Angleterre.
La paix revenue n'assure pas la sécurité des côtes, et de nombreux pirates, notamment espagnols, écument la région. Le 25 janvier 1490, plusieurs navires à l'ancre dans la rade de Royan sont victimes d'un de leurs assauts. Le 18 mars 1537, la conjonction de forts courants et du ressac conduit à la collision de la « Mary-Gabryell » avec un bateau ancré dans le port.
Royan est victime de sa révolte contre l'autorité royale au XVIIe siècle. C'est, à cette époque, un port militaire de premier ordre — « une des meilleures places pour sa grandeur qui fut en France », selon les propres mots du duc d'Épernon — de même qu'un port de pêche — on y appareille, entre autres, pour la pêche à la morue sur les Grands Bancs de Terre-Neuve — et un port de commerce où transitent vin, sel et céréales. On y fait escale en entrant ou en sortant de la « rivyère de Bourdeaux » (la Gironde). Mais Royan est avant tout un port protestant, à l'humeur volontiers frondeuse. 

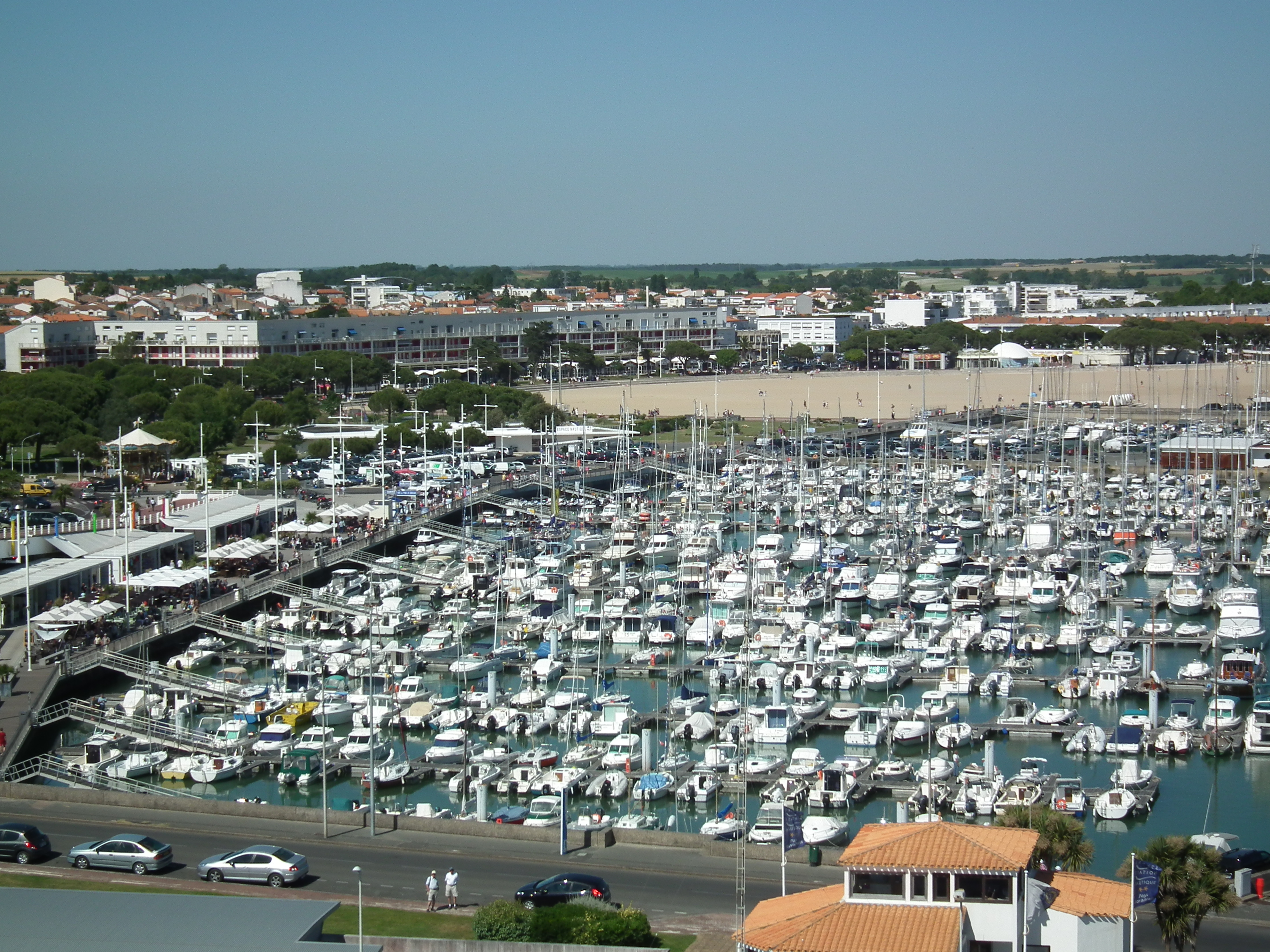
Le port de plaisance de Royan (1000 anneaux), un des plus importants de Nouvelle-Aquitaine.

En 1622, le roi Louis XIII en personne vient mettre le siège devant la ville, qui finit par se rendre contre la promesse de déposer les armes — promesse bien vite oubliée, ce qui lui vaut d'être en grande partie détruite en 1631, sur ordre du cardinal de Richelieu, qui ordonne le « razement et démolition entière des fortifications, tours et murailles, châteaux et maisons qui sont dans l'enceinte de la ville de Royan ». La digue du port, qui le protégeait des assauts océaniques, est démantelée, le rendant impraticable. En 1652, pendant la Fronde, l'armée royale occupe la ville. Un court affrontement sur mer entre Royaux et Espagnols (alliés des Frondeurs) tourne au désavantage de ces derniers, et deux « grands vaisseaux » espagnols sont coulés à Royan. 
Au début du XVIIIe siècle, Royan est devenue une petite bourgade sans importance, vivant plus ou moins bien de la pêche (notamment à la sardine, dont une espèce porte toujours le nom de « royan »). Des habitants essaient tant bien que mal, et par leurs propres moyens, de bâtir une petite digue : elle ne résiste cependant pas bien longtemps aux violents assauts de l'océan, et est emportée au cours d'une tempête en 1735.
Le port n'est réellement réaménagé qu'au XIXe siècle, au moment de la renaissance de la ville à la suite de la grande mode des bains de mer, pratique importée d'Angleterre. Royan devient une des grandes stations balnéaires de la côte atlantique, et se dote d'un petit port au niveau de Foncillon, où débarquent, dans des conditions parfois périlleuses, les bateaux à aubes en provenance de Bordeaux. Le journal de M.Dudognon, notable périgourdin en villégiature à Royan en 1876, signale : « À marée basse, le débarquement s'effectue en face du rocher de Foncillon (La Plataine) où un escalier taillé dans le roc en facilite l'accès (...). Ne pouvant entrer dans le port, on jette l'ancre, et nous sommes portés à terre par plusieurs embarcations de rameurs, moyennant une rétribution de vingt centimes. » 

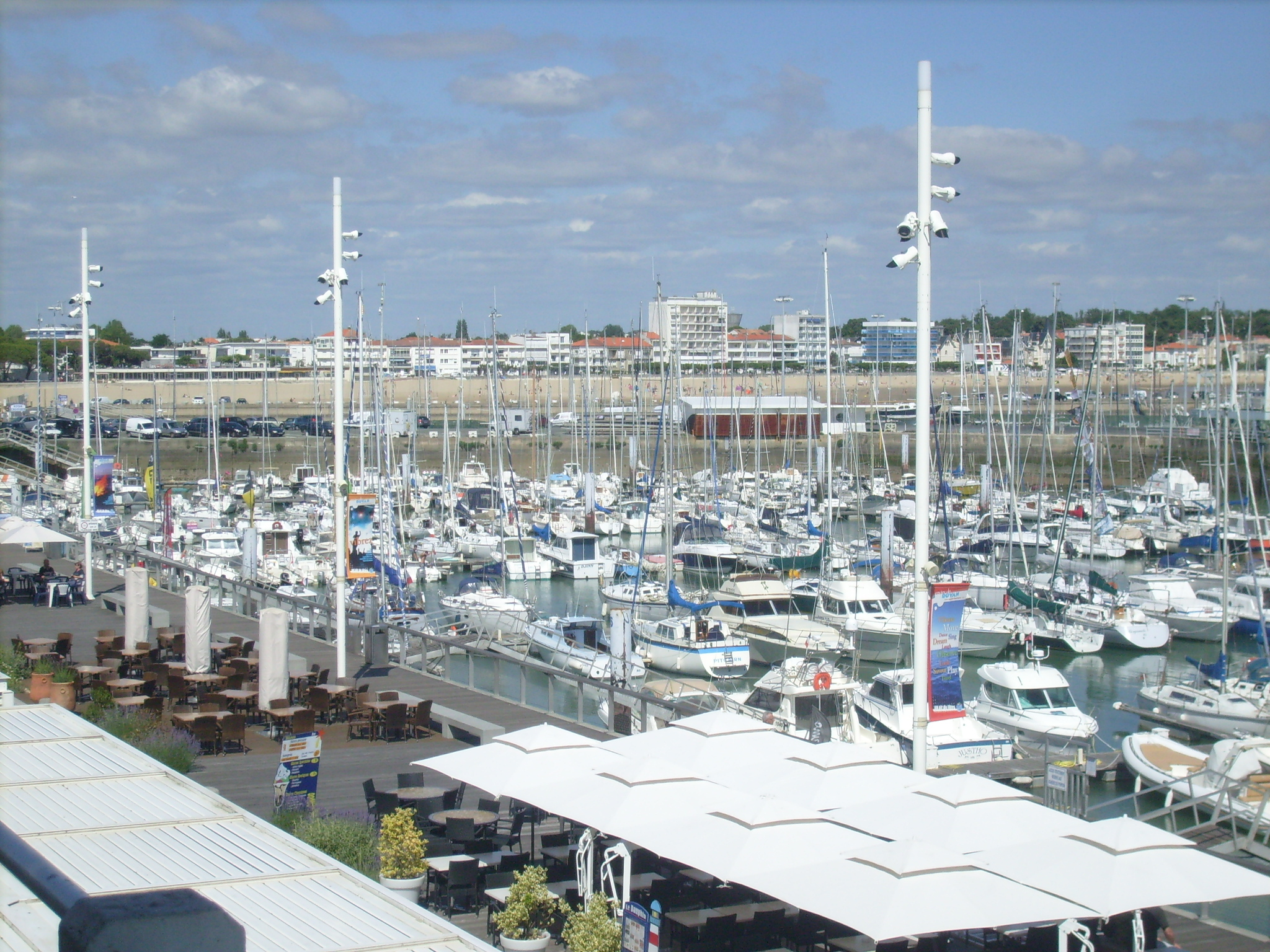
Le port de Royan, réaménagé en 2008, est entouré de boutiques, de terrasses de cafés et de restaurants.

Afin de faciliter le débarquement des passagers, toujours plus nombreux à mesure que croît la réputation de la station, le projet de construction d'un débarcadère est voté à l'assemblée nationale en juillet 1880 et mise en œuvre peu après sous la supervision de l'ingénieur des ponts et chaussée Charles Fernand Lasne. Il forme un môle de 85 mètres de long, relié à la terre ferme par un ponton de 126 mètres de long. Si, dans un premier temps, il facilite les choses, il se révèle cependant bien vite insuffisant.
Des aménagements successifs sont apportés dans la première partie du XXe siècle, notamment après la violente tempête du 9 janvier 1924. Causant un véritable raz-de-marée — la mer s'élevant de près de cinq mètres ! — elle touche tout le littoral atlantique. La presse se fait l'écho du phénomène : « tous les bateaux dans le port rompirent leurs amarres et vinrent se jeter sur les quais, où ils brisèrent une dizaine de bornes en pierre ou en fer ; l'un d'eux défonça le hangar en planches servant de magasin au pilotage » (Journal de Royan). De nombreux bateaux se retrouvent échoués sur la Grande-Conche : La magicienne, Le coquelicot, Le Dupérier de Larsan, Le Rosé de France…
Au moment de la Seconde Guerre mondiale, Royan retrouve tout son potentiel stratégique pour les occupants allemands. La Kriegsmarine y établit ses quartiers, et des destroyers sont amarrés dans le port, qui devient une des « clefs » de l'estuaire de la Gironde, c'est-à-dire de Bordeaux. En 1944, la ville est l'objet de plusieurs raids aériens alliés. Le 12 août, un bateau est coulé dans le port et le lendemain, des Mosquitos de la RAF envoient par le fond six dragueurs de mines. Las ! Les Allemands n'entendent pas céder leurs bastions sur l'Atlantique et se retranchent dans des « poches » réparties sur le littoral : Royan est l'une d'elles. C'est ce qui lui vaut d'être presque totalement anéantie le 5 janvier 1945 dans un bombardement anglo-américain, à l'utilité contestable[réf. nécessaire]. 
Le port, à l'image du reste de la ville, n'est plus que l'ombre de lui-même. Au cours des années 1950-1960, la ville se relève peu à peu de ses ruines, et le port est reconstruit dans un style moderniste. Un grand bassin de plaisance et de pêche, bordé par des boutiques, est aménagé à l'ouest du quartier de Foncillon (1965). Quelques années plus tard, le port de pêche est légèrement déplacé (1983), permettant d'accroître la surface dévolue aux bateaux de plaisance. 

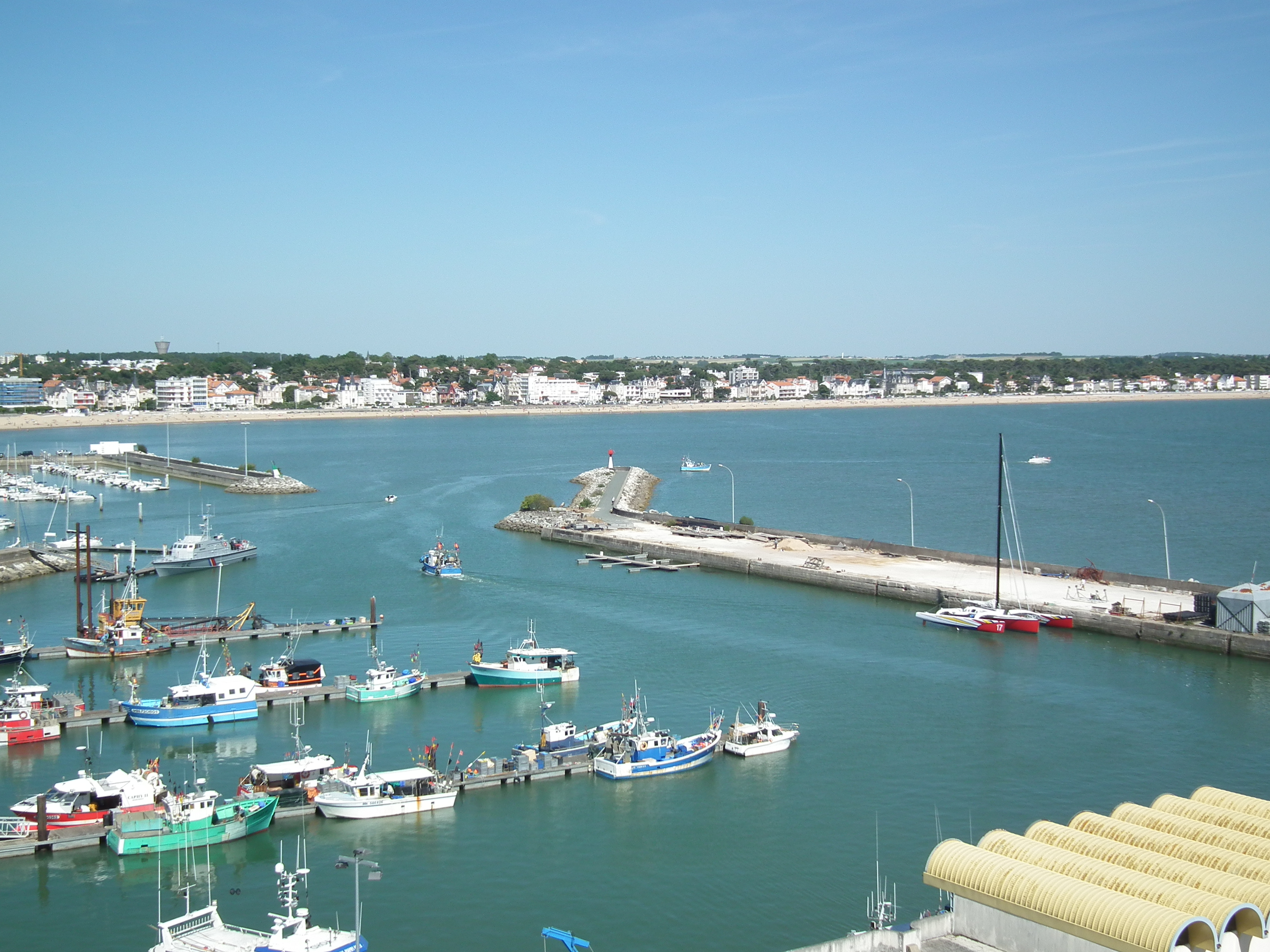
Le port de pêche, le quai des sabliers et la courbe de la Grande-Conche.

Le 31 décembre 1991, devant le manque de places et l'allongement des listes d'attente pour obtenir un anneau, un projet d'extension du port, présenté par la municipalité, est déclaré d'utilité publique par le préfet de Charente-Maritime. Ce projet nécessitant une « amputation » d'une petite partie de la plage de la Grande-Conche, des opposants à ce projet se font jour. Le 1er juillet 1992, l'arrêté du préfet est annulé par le tribunal administratif de Poitiers. L'affaire est portée devant la cour administrative d'appel de Bordeaux, qui tranche en faveur de la ville de Royan le 11 décembre 1992. Les travaux débutent peu après, et un nouveau bassin est aménagé, bordé par une promenade et par une esplanade arborée (esplanade de Kerimel de Kerveno), à l'emplacement de l'ancien casino.
En 1999, le passage de la violente tempête Martin, dont les rafales atteignent presque les 200 km/h, occasionne quelques dégâts. 
En 2007, la municipalité entame une refonte totale de l'espace commercial des « Voûtes du Port ». Les quais sont élargis et reconvertis en une promenade revêtue de bois, inspirée des « Planches » de Deauville, bordée de terrasses de cafés et de restaurants. L'éclairage est repensé (enseignes lumineuses multicolores, spots éclairant les navires). En 2011, une grande roue est installée, afin d'accroître l'attractivité du lieu, désormais un des sites majeurs de la ville. Toujours dans cette optique, la municipalité a achevé la reconversion du quai des Sabliers (point de vue sur la ville, l'église Notre-Dame et la baie de Royan) en promenade piétonne.

## Présentation
Le port de plaisance de Royan, un des plus importants au niveau régional, bénéficie de sa situation, à l'entrée de l'estuaire de la Gironde et à proximité de l'océan Atlantique. Comptant mille anneaux, il s'ouvre sur le large par une passe de 0,10 mètre en dessous de zéro des cartes marines, et est protégé de la houle par une série de digues. Il dispose d'une cale de mise à l'eau, d'un système de manutention (mise à terre, mise à l'eau, matage, démâtage, mise sur remorque) et est équipé de diverses commodités (douches, accès internet, etc.). 

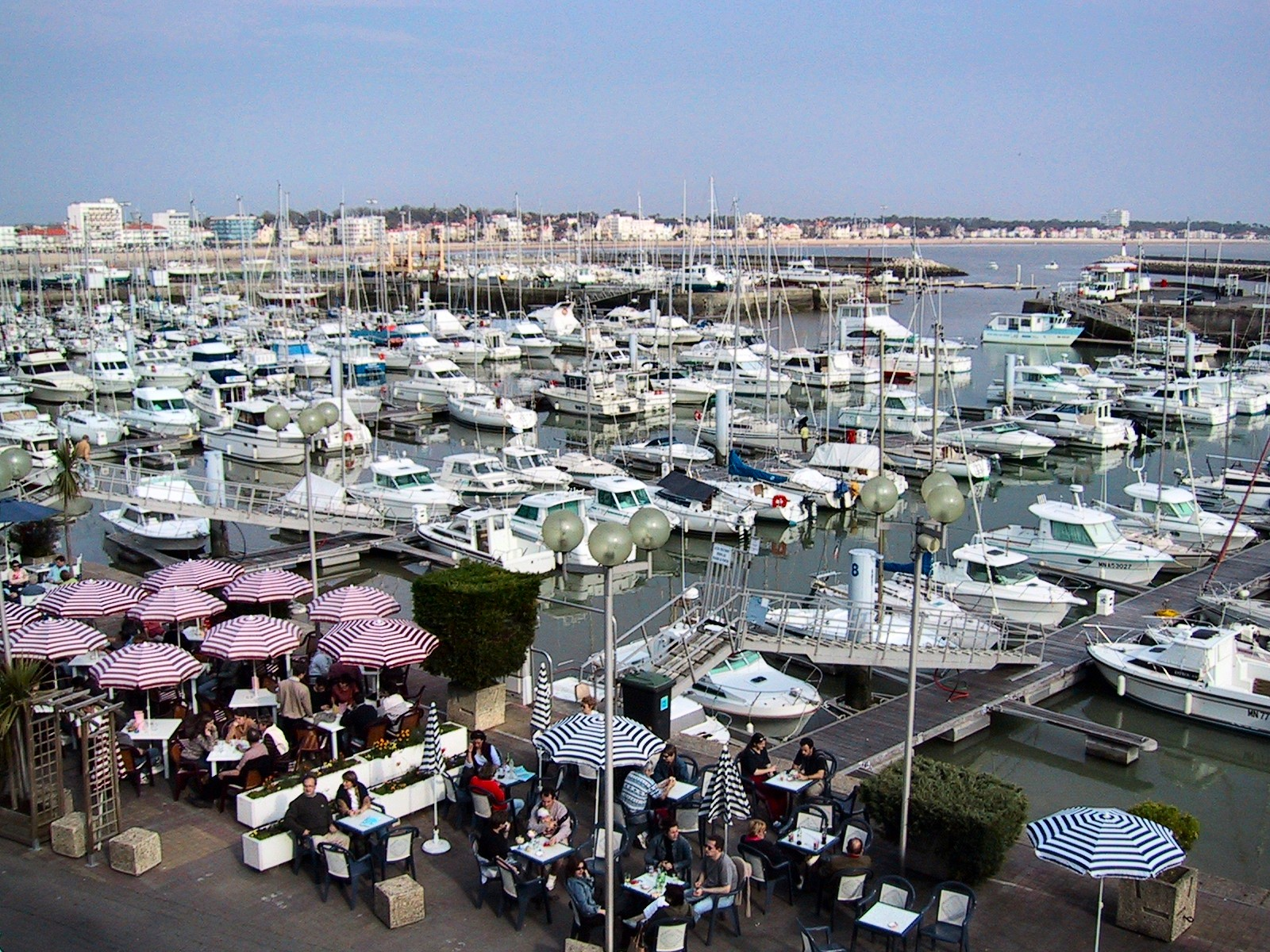
Le port de Royan et ses terrasses (avant rénovation).

Implanté à proximité immédiate du centre-ville (accès à pied ou par l'intermédiaire du réseau de transports urbains Cara'Bus) et des plages de Foncillon (à l'ouest) et de la Grande Conche (à l'est), il est bordé par une galerie commerçante (boutiques, bars, restaurants) rénovée en 2008 ainsi que par une base nautique. 
Le port organise et accueille ponctuellement des événements nautiques. Le tour de France à la voile y a fait étape à plusieurs reprises (2005, 2006, 2011...). En 2011, les célèbres Pen Duick d'Éric Tabarly y font escale. Le Belem y fait plusieurs apparitions, mais, en raison de sa taille, reste ancré au large.
Le port de pêche, un peu en retrait, dispose d'une flottille d'une trentaine de bateaux. Spécialisé dans les espèces nobles, il est le plus cher de France (prix moyen au kilogramme : environ 9,70 €).
Le port de Royan accueille une antenne de la société nationale de sauvetage en mer (disposant d'une vedette de 1re classe : SNS 162 Sieur de Mons et un semi-rigide de 7 m 50 avec un moteur de 200 cv) de 14 mètres 85, insubmersible et autoredressable propulsée par deux moteurs de 450 ch qui remplace la précédente depuis novembre 2012, la vedette SNS 125 Amiral de Castelbajac moins performante et une brigade garde-côte des douanes.
L'embarcadère du bac est accessible à pied, à vélo ou en voiture. Les bacs permettent de traverser la Gironde et de rejoindre le Médoc (site de la pointe de Grave, vignobles, forêt des Landes et lacs médocains de Lacanau, Hourtin et Carcans, etc.)